# U 13 (Film)
U 13 (Originaltitel: Men Without Women) ist ein US-amerikanisches Filmdrama von John Ford aus dem Jahr 1930 nach der Erzählung Submarine von John Ford und James Kevin McGuinness.

## Handlung
Unter dem Kommando von Lieutenant Commander Briddwell liegt das US-amerikanische U-Boot U 13 in Shanghai vor Anker. Während die meisten der Seeleute auf Landgang sind, schiebt der Torpedoschütze Burke Dienst nach Vorschrift. Burke ist jedoch nicht der einfache Seemann, der er zu sein vorgibt. Er heißt in Wirklichkeit Quartermaine und ist der ehemalige Kapitän des britischen Schiffs Royal Scot, das von deutschen Schiffen versenkt wurde, als ein britischer Feldmarschall an Bord war. Quartermaine wusste nicht, dass seine Freundin Agentin für die Deutschen war und die Information über die Seereise des Feldmarschalls weitergegeben hatte. In Shanghai wird er von Commander Weymouth erkannt.
Als das U-Boot den Hafen von Shanghai verlässt, kollidiert es mit einem Frachter und sinkt. Briddwell wird bei dem Unfall über Bord gespült, das Kommando übernimmt Ensign Price. Mit nur einem Sauerstofftank können die Überlebenden nur noch wenige Stunden atmen. Ein Freiwilliger versucht, das Boot zu verlassen, scheitert aber an zerstörten Ventilen. Auf die SOS-Funksprüche erfolgt keine Antwort. Die Seeleute werden nervös und panisch. Bei einer Panikattacke des Seemannes Pollock explodiert einer der Torpedozünder.
Endlich entsteht Funkkontakt zu einem Schiff. Burke warnt vor Wassereinbruch. Wasser auf den Kontrollanzeigen lässt Chlorgas entstehen. Die Überlebenden suchen den Torpedoraum auf. Taucher werden vom Schiff zum U-Boot herabgelassen. Die Männer im Inneren des U-Bootes können die Aktivitäten der Taucher hören. Das Torpedorohr wird mit Acetylen gereinigt. Die ersten Seeleute können durch das Rohr das U-Boot verlassen und werden an der Oberfläche von Booten aufgenommen. Burke und Price sind die Letzten. Price fordert Burke auf zu gehen, da der Kommandant das Boot als Letzter verlässt. Burke erzählt Price, wie er sein Schiff verloren hat. Price weigert sich jedoch zu gehen und wird von Burke niedergeschlagen, der ihn daraufhin in das Rohr schiebt. Price wird von den Tauchern an die Oberfläche gebracht. Dort wird er von Weymouth nach Quartermaine befragt. Doch Price beharrt darauf, ihn nur als Burke zu kennen.

## Hintergrund
Gedreht wurde vor den Santa Catalina Islands. In einer kleinen Nebenrolle als Schiffsfunker ist John Wayne zu sehen. Der Film wurde am 31. Januar 1930 in New York uraufgeführt. In Deutschland erschien er 1931 in den Kinos.

## Kritiken
Mordaunt Hall von der New York Times nannte U 13 „ein bewegendes U-Boot-Drama […] mit einem scharfen Blick für Realismus“. Entstanden sei „eine fesselnde filmische Studie“. Variety befand, die „Geschichte und Charaktere werden mit einer unheimlichen Gerissenheit aufgebaut“.